# Prestewitz

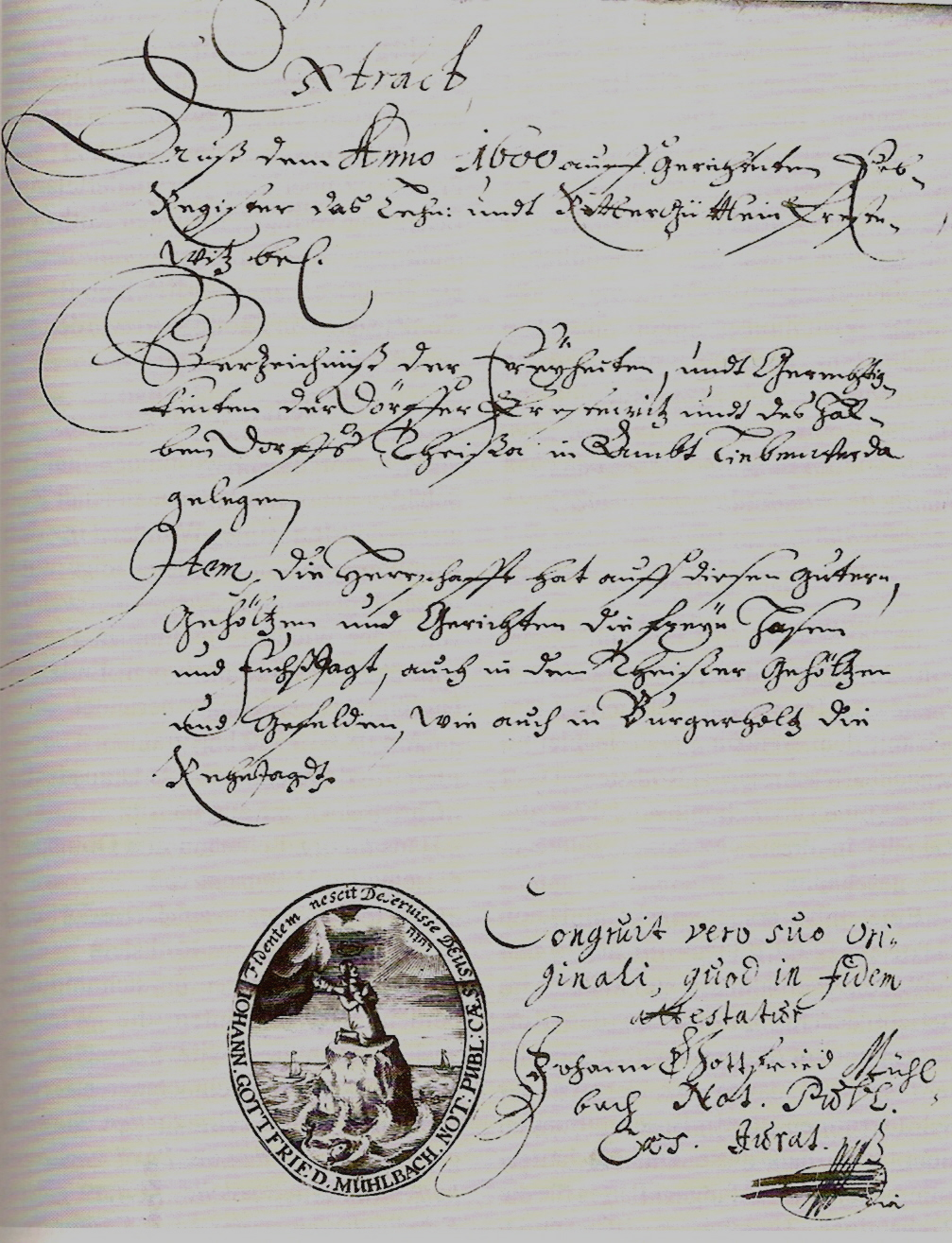
Mit Notariatsinstrument beglaubigter Auszug aus dem 1600 angefangenen Erbregister des Lehn- und Rittergutes Prestewitz

Prestewitz ist ein Ortsteil der Stadt Uebigau-Wahrenbrück im brandenburgischen Landkreis Elbe-Elster und liegt etwa 4 km nördlich von Bad Liebenwerda rechtsseitig der Kleinen Elster im Naturpark Niederlausitzer Heidelandschaft. Derzeit leben hier 372 Einwohner. Die Gesamtfläche des Ortes beläuft sich auf 6,08 km².

## Geschichte

### Entwicklung und Deutung des Ortsnamens
1323 Wristewitz, 1378 Porestewicz, 1457 Brestewitz, 1491 Preswitz, 1504/05 Brestewitz…
Aufgrund der Schreibung mit Wr- im Anlaut ist von einer niederdeutschen oder mitteldeutschen Herkunft des Schreibers auszugehen. Im Altsorbischen bedeutet Brestovica so viel wie Ulmenort, was neben der Rundweilerform des alten Ortskerns und Flurnamen von Prestewitz auf eine altsorbische Bezeichnung schließen lässt.

### Erste urkundliche Erwähnung des Ortes und Bildung einer alten Grenze
Prestewitz wurde erstmals am 30. Juni 1323 urkundlich in einer Schenkungsurkunde des Bodo von Ileburg an das Kloster Dobrilugk als Wristewitz erwähnt, welcher in dieser und in einer weiteren Urkunde vom 4. Juli 1323 dem Kloster die damalige Markgrafenheide übereignet. Durch die dabei getroffenen Grenzfestlegungen entstand auch eine mittelalterliche Grenze, die bis in die Gegenwart bestehen blieb und die Gemarkungsgrenze zwischen Prestewitz und Schönborn bildet. Das sich in Prestewitz befindliche durchgängige Graben-Hügel-System, das die Grenze markierte, wurde vermutlich von markgräflicher Seite aus angelegt, da der Grenzgraben ausschließlich auf dessen Seite verläuft, und ist bis in die heutige Zeit noch zu erkennen. Einige Grenzhaufen die ursprünglich vom Grenzgraben umgeben waren, sind noch heute mit einer Steinmarkierung versehen. Die Entstehungs-Zeit dieses Grenzsystems ist allerdings nicht zuverlässig zuzuordnen.
Hanssenn Holleufer wurde in einem Lehnsbrief vom 8. Juli 1548 durch Herzog Moritz Prestewitz verliehen, und 1555 verzeichnete der Ort 14 Hufner sowie 3 Gärtner. Im Jahr 1558 verkaufte Friedrich von Holda die sogenannten Dritthalbdörfer Beutersitz, Theisa und Prestewitz an Siegmund von Brandenstein, welcher aus Neudeck. Das Geschlecht derer von Brandenstein saß im Mittelalter in vielen Orten Thüringens und so wurden sie auch in dieser Gegend zu einer der wohlhabendsten Familien der Umgebung, was ihre Steuerregister belegten. Nach dessen Tod 1579 erbten seine Söhne den Besitz und hatten sich 1580 soweit geeinigt, so dass Siegmund die südlichen Güter erhielt. Heinrich von Brandenstein saß auf Neudeck und Hans bekam Wiederau. 1560 wurde im Humelius-Riss, der ältesten topographischen Erwähnung des Ortes, Brandensteins Zügelhüt genannt, dessen Grundstück eines der Ältesten in Prestewitz ist. Derer von Brandenstein betrieben dort eine Ziegelei und waren zu jener Zeit die Besitzer des Dorfes. Für das Jahr 1600 ist die Entstehung des Rittergutes in Prestewitz unter der Familie von Brandenstein nachzuweisen. Drei der ursprünglich vierzehn Hufner-Güter wurden zu einem Rittergut zusammengelegt, und so wurden 1618 in den Kirchenvisitationen 11 Hufner, 3 Gärtner, sowie Brandensteins Güter genannt. Am 1. März 1630 verstarb Siegmund von Brandenstein ohne Lehnerben und sein Besitz in Prestewitz und Theisa fiel an Georg Friedrich von Brandenstein.
Während des Dreißigjährigen Krieges wurde der Ort fast völlig zerstört, und von den ehemals acht Gärtnerstellen waren noch viele Jahre später nur drei bewohnt. Die alteingesessenen Hufnergeschlechter starben aus. In dieser Zeit wurde auch ein Peter Bramberg als Ziegelstreicher genannt, welcher 1652 als mit Frau und Kind als „verstorben“ gemeldet wurde. Da die Dorfbewohner aufgrund der Nachwirkungen des Krieges ihre Steuern nicht aufbringen konnten, baten 1655 die Prestewitzer Christoph Grune, Andreas Pommer und Martin Räus den Kurfürsten um Aufhebung der ihnen auferlegten Abgaben, da es ihnen unmöglich ist, dieselbigen zu leisten.

### Die Neuansiedlungen nach dem Dreißigjährigen Krieg

Prestewitz auf einer geschichtlichen Karte des Kreises Liebenwerda (1910).

1669 zog der Prestewitzer Ortsbesitzer Karl Rudolf von Dehnen-Rothfelsen vor Gericht, um die vor dem Dreißigjährigen Krieg praktizierten Jagdprivilegien im Heiligen Hain, sowie anderen Prestewitzer und Theisaer Wäldern wieder zu erlangen. Zu diesem Streit wurden außerdem vier Zeugen vernommen, die aussagten, dass sie in ihrer Kinder- und Jugendzeit den damals ansässigen von Brandensteins bei der Jagd haben helfen müssen und so bekam er die Jagdrechte wieder.
Im Juni 1672 wurde das Prestewitzer Erbregister erneut aufgestellt, die bis heute die umfangreichste Überlieferung über die Lebensverhältnisse, der Hüffner, Gärtner und Häusler des Ortes, sowie eines Teils von Theisa ist. Hier wurden alle wichtigen Details des dörflichen Lebens geregelt. Von den acht Gärtnergütern sind zu dieser Zeit noch drei bewohnt und die Hufnergüter sind immer noch unbewohnt.
Die Verwüstungen des Dreißigjährigen Krieges waren bis in das beginnende 18. Jahrhundert hinein zu spüren und so sagten am 8. April 1720 vier ehemals aus dem Ort Vertriebene vor dem Kurkreissteuereinnehmer aus, dass sie ihr Erbe in Prestewitz unter der Bedingung wieder antreten wollten, wenn ihnen ein geringer Kaufpreis der wüsten Güter und zwei Freijahre gewährt werden. Der Erbherr von Borau erklärte sich daraufhin in seiner Antwort vom 11. April 1720 damit einverstanden.

### Das 19. Jahrhundert
Erst als das Gebiet nach der Durchführung der Teilung Sachsens, zufolge der Bestimmungen des Wiener Kongresses im Jahr 1815 preußisch wurde, erholte sich der Ort wieder und die Bevölkerung nahm zu. 1835 hatte Prestewitz gemeinsam mit Anstraß 57 Wohnhäuser mit 301 Einwohnern, 31 Pferden, 238 Stück Rindvieh, 8 Ziegen und 65 Schweinen.
Am 13. März 1809 listete der Schullehrer Johann Gottfried Schubert namentlich 20 schulfähige Kinder für Prestewitz und 29 in der Annenstraße auf, welche anfangs noch die Schule im benachbarten Rothstein besuchen mussten. Das Bevölkerungswachstum machte es allerdings notwendig im Ort eine eigene Schule zu gründen und der Rittergutsbesitzer Schumann setzte kurzerhand seinen Verwalter Schulze als ersten Lehrer ein. Der Schulbetrieb fand vorerst in eingerichteten Schulstuben statt und im Jahre 1888 wurde das erste Schulhaus des Ortes erbaut. 1904 erfolgte der Bau eines neuen Schulgebäudes. Im gleichen Jahr erfolgte auch die Beschaffung einer neuen für die damalige Zeit hochmodernen Feuerspritze der Marke „Jauck’s Ventil“, welche bis in die Gegenwart erhalten geblieben ist.

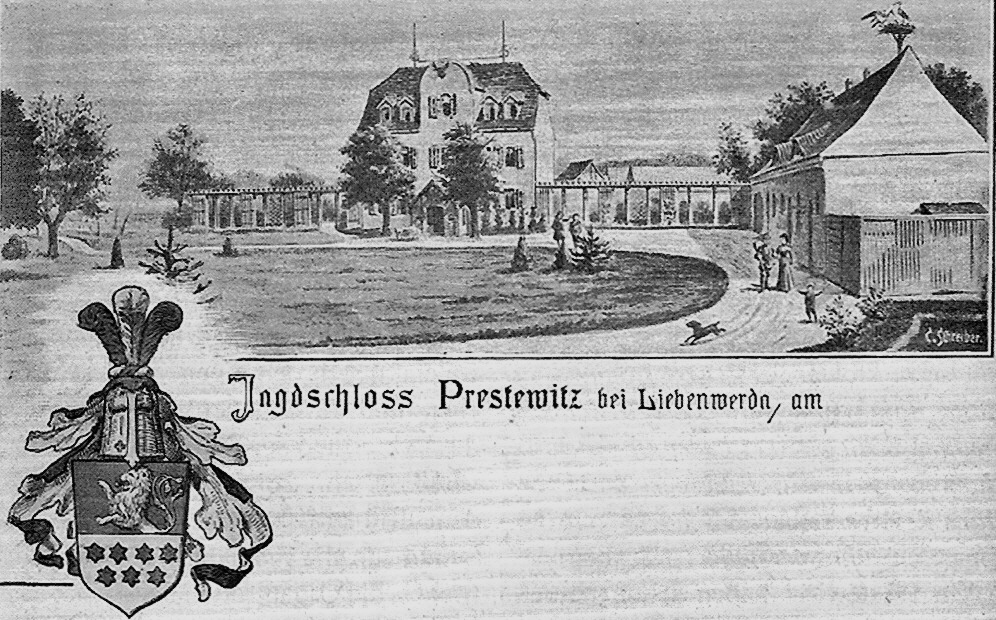
Das zum Jagdschloss umgebaute Rittergut auf einer Ansichtskarte um 1903

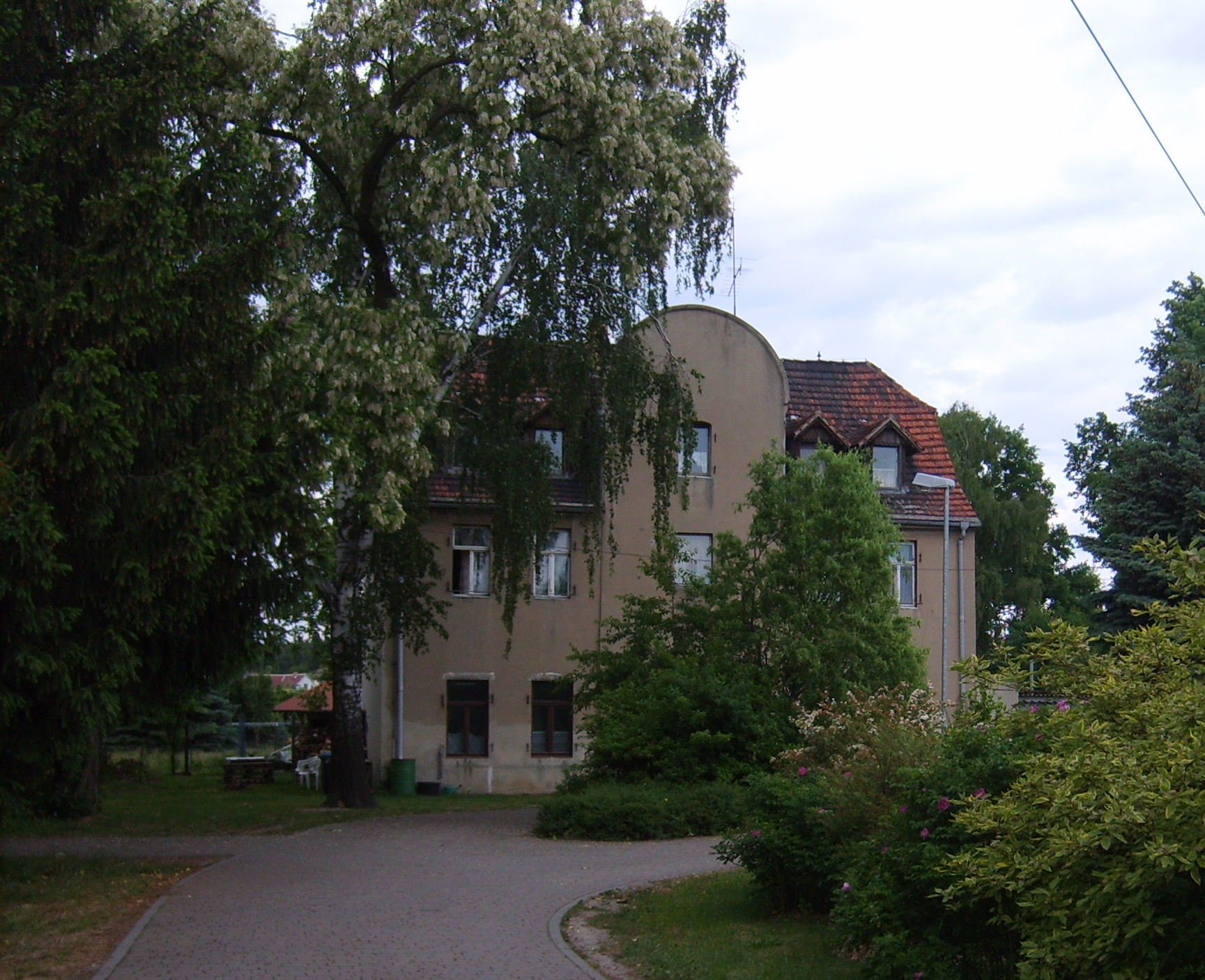
Einstiges Rittergut

### Umbau des Rittergutes zum Jagdschloss
Um 1903 wurde das Rittergut vom Besitzer Baumeister von Zimmermann aus Leipzig zu einem Jagdschloss umgebaut. Das Gelände bekam ein heute in dieser Form nicht mehr vorhandenes Rondel als Vorplatz. Aufwändige gärtnerische Anlagen flankierten links und rechts das Hauptgebäude. Außerdem wurde der sogenannte Heilige Hain zu einem Park umgestaltet.
Wie zwei Steinplatten am Eingang der Totenhalle auf dem Prestewitzer Friedhof berichten, hatte der Ort im Ersten Weltkrieg 24 gefallene Dorfbewohner zu beklagen.
Am 22. April 1945 trafen vorrückende Truppen der zur Roten Armee gehörenden 1. Ukrainischen Front auf Prestewitz. Im Zuge der im noch im gleichen Jahr stattfindenden Bodenreform wurde auch der letzte Besitzer des damals 111 Hektar großen Rittergutes enteignet.
Mit dem Auslaufen des Schuljahres erfolgte 1979 die Auflösung des Schulkombinates Prestewitz, zu welchem auch noch Rothstein und Maasdorf gehörten. Die Schüler hatten in der Folge von ihren Heimatorten mit dem Schulbus entweder nach Thalberg, Theisa oder nach Bad Liebenwerda zur Schule fahren.
Das Dorf wurde gemeinsam mit Bahnsdorf und Drasdo am 31. Dezember 2001 in die Stadt Uebigau-Wahrenbrück eingemeindet.
Seit Mai 2007 wird der Unterlauf der Kleinen Elster renaturiert, was in Prestewitz vor allem das Gebiet um den Heiligen Hain betrifft. Im Zuge dieses Projektes werden alte, natürliche Flussarme wieder aktiviert. Neben der Landschaftsumgestaltung soll vor allem die Fließgeschwindigkeit des Flusses verringert werden, um das Wasser länger in der Region zu halten. Aber auch ursprünglich im einst fischreichen Fluss vorkommende Fischarten, wie Barbe und Flussneunauge oder möglicherweise sogar Lachse sollen hier wieder einen Lebensraum finden können.

### Weitere historische Daten
- 1449 Ein Menschenleben galt in früherer Zeit nicht viel. Hans Belagks Sohn aus Prestewitz musste Strafe zahlen, daß er einen zu Wahrenbrück ermordet hat.[7]
- 1594 Erwähnung eines Steinbruchs
- 1697 kaufte Julius Cäsar Pflug das Rittergut für 9600 Gulden und verpachtete es auf drei Jahre für 1350 Gulden. Anschließend wechselte es 1700 für 11200 Gulden erneut den Besitzer.
- 1709 Christoph Damm von Milkau ist Rittergutsbesitzer in Prestewitz
- 1753 Erwähnung von Weinanbau im Ort
- Am 22. Juli 1806 verkaufte Christian August Schulze das Rittergut für 46000 Reichstaler mit der Ausstellung eines Lehnsbriefes an Johann Adam Schumann.
- Am 12. Juli 1853 wurde in einer offiziellen Bekanntmachung des Königlichen Landraths-Amts-Verweser von Schaper und des Kreis-Feuer-Soc.-Director Oske erstmals eine Feuerwehr, sowie eine Feuerspritze für Prestewitz und Anstraß nach einem Brand in Maasdorf erwähnt.
- Am 10. Juli 1858 wurde der Gärtner Gottfried Scheuche zum Ortsrichter für Prestewitz und Anstraß bestellt.
- Am 24. Mai 1979 wurde die LPG des Ortes durch einen verheerenden Tornado der Stärke F4 verwüstet.[8]
- Am 27. September 1998 wurde der Ort nach Wahrenbrück eingemeindet.[9]

### Anstraß

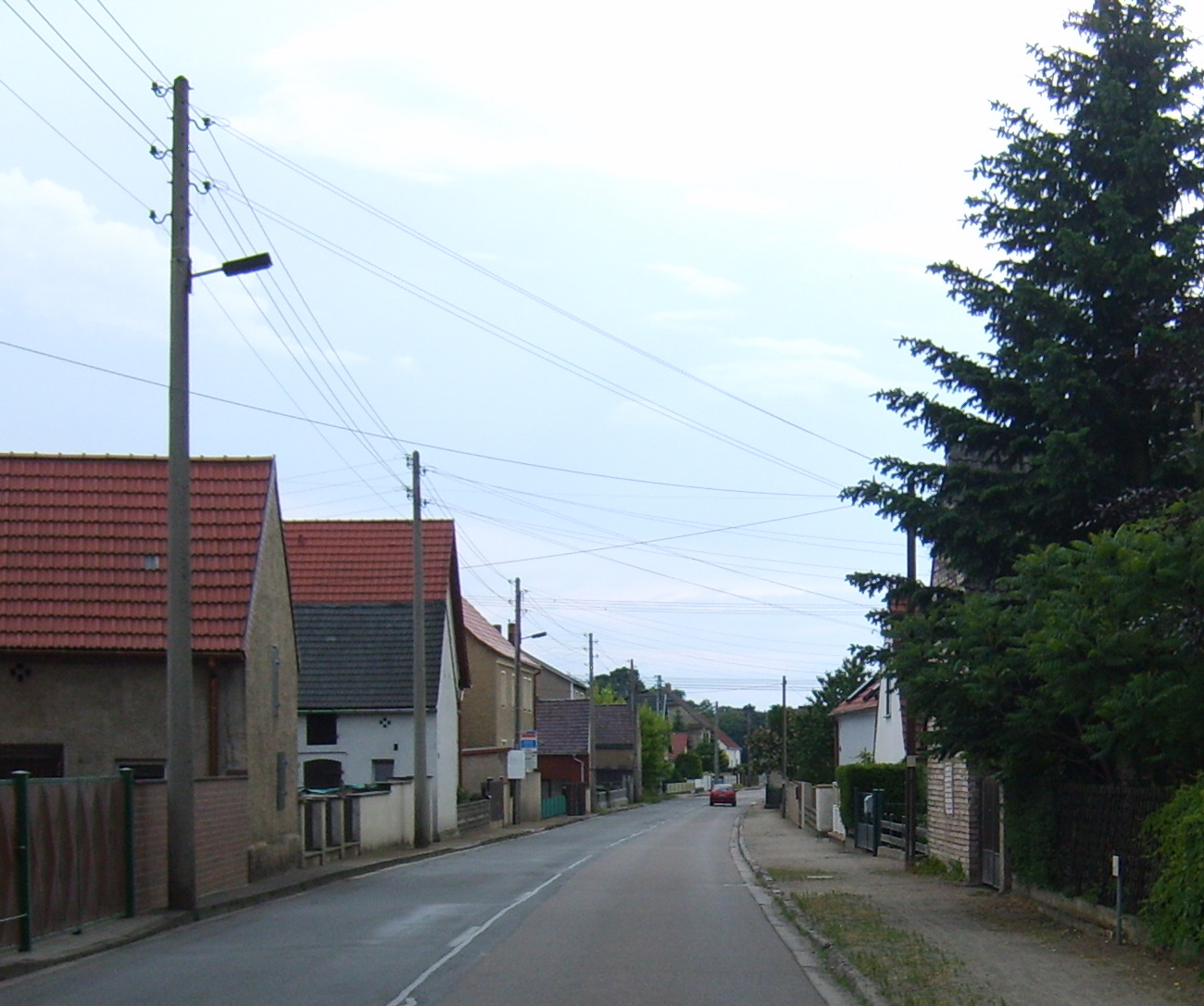
Anstraß

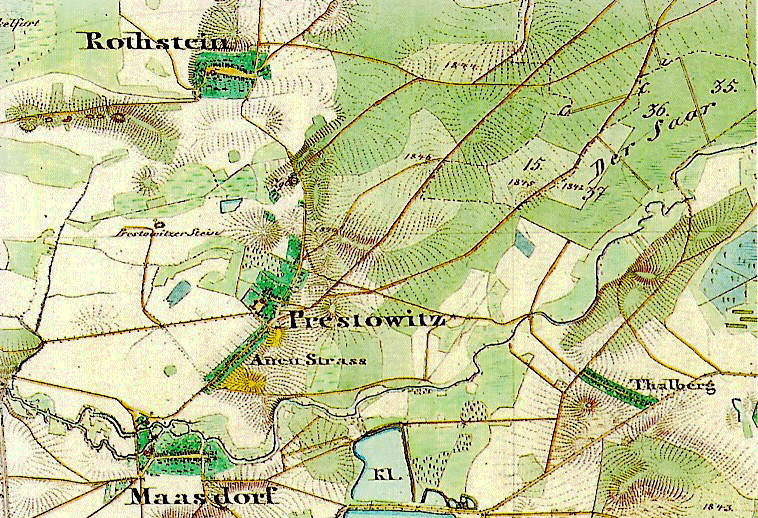
Prestewitz 1847

Anfang des 19. Jahrhunderts entstand der Prestewitzer Ortsteil Anstraß an der Straße nach Liebenwerda, welcher in der Form eines klassischen Straßendorfes erbaut wurde und schon 1821 mit 33 Häusern größer war, als die Muttergemeinde mit 26 Häusern. Ein knappes Jahrhundert war Anstraß ein relativ selbstständiger Ort bzw. Ortsteil. Trotzdem verhinderten die gemeinsame Verwaltung sowie gleiche Erwerbs- und Lebensbedingungen ein dauerhaftes Abspalten von Prestewitz. Bereits 1910 wurden die beiden Ortsteile bei einer Volkszählung wieder als eine Gemeinde geführt, welche 574 Einwohner ergab. Seinen Namen erhielt der Ortsteil vermutlich vom Prestewitzer Rittergutsbesitzer Johann Adam Schumann, welcher ihn wohl nach seiner Frau Anna benannte und auch eine Zeitlang als Annenstraße bezeichnet wurde. Aber auch eine zweite Deutung als „Siedlung an der Straße nach Liebenwerda“ kann bei der Herkunft des Ortsnamens nicht ausgeschlossen werden.

### Prestewitzer Stein
Wenig bekannt ist, dass es in der Gegend neben dem überregion bekannten Rothsteiner Felsen auch noch einen nordwestlich von Prestewitz gelegenen Felsen gab, welcher jahrhundertelang als Steinbruch diente und in zahlreichen historischen Bauten der Region nach zuweisen ist. Er soll in etwa die gleichen Ausmaße, wie die Erhebung bei Rothstein gehabt haben und zum selben unterirdischen Gebirgsmassiv gehören. Bereits im Jahr 1594 wurde hier ein Steinbruch erwähnt. Noch nach dem Zweiten Weltkrieg war der einstige Steinbruch mit Grundwasser verfüllt, aber verlandete später. In der Waldflur Ahricht erinnert in der Gegenwart mit einer kaum sichtbaren Erhebung nur noch wenig an den Felsen.

### Bevölkerungsentwicklung
| Jahr | Einwohner |  | Jahr | Einwohner |  | Jahr | Einwohner |  | Jahr | Einwohner |
| ---- | --------- |  | ---- | --------- |  | ---- | --------- |  | ---- | --------- |
| 1875 | 500       |  | 1946 | 735       |  | 1989 | 428       |  | 1995 | 401       |
| 1890 | 500       |  | 1950 | 682       |  | 1990 | 425       |  | 1996 | 402       |
| 1910 | 550       |  | 1964 | 547       |  | 1991 | 427       |  | 1997 | 420       |
| 1925 | 577       |  | 1971 | 542       |  | 1992 | 420       |  | 2016 | 376       |
| 1933 | 563       |  | 1981 | 490       |  | 1993 | 402       |  | 2019 | 372       |
| 1939 | 601       |  | 1985 | 452       |  | 1994 | 393       |  |      |           |

## Kultur und Sehenswürdigkeiten

### Spottsäule
An der Flurgrenze zwischen Prestewitz und Schadewitz befindet sich eine fast originalgetreue vom Uebigauer Steinmetzbetrieb Seeliger angefertigte Kopie der Prestewitzer Spottsäule, welche am 8. November 1995 feierlich aufgestellt wurde. Das Original ließ in der Zeit zwischen 1900 und 1905 im Zuge des Straßenausbaus der historischen Wegeverbindung nach Doberlug auf Prestewitzer Flur der dem Maasdorfer Amtsbezirk vorstehende Adolph Lehmann aus Theisa aufstellen.
Da der damalige Luckauer Landrat von Manteuffel eine Fortführung des Straßenausbaus mit der engstirnigen Begründung „damit das Geld im Lande bleibe“, ablehnte, ließ Lehmann auf diesem Wegweiser die Worte:
Wanderer, kommst du aus dem

Kreis Liebenwerda

Und willst nach dem Kreis Luckau,

Ruhe hier nochmal aus,

Damit du die Wege daselbst

passieren kannst.
auftragen, welche ihm im Volksmund schnell den Namen Spottsäule einbrachte.
Manteuffels Haltung hatte für die jahrhundertealte wichtige Straßenverbindung weitreichende Konsequenzen, denn sie verlor immer mehr an Bedeutung, sodass das Gebiet um Doberlug-Kirchhain und Schönborn bis in die heutige Zeit aus Prestewitz nur über die Strecke Rothstein – Tröbitz auf befestigten Straßen zu erreichen ist.

### Heiliger Hain
Das Waldgebiet befindet sich südlich des alten Ortsteiles Anstraß. Es erstreckt sich zwischen dem Saarweg auf der einen und der Kleinen Elster auf der anderen Seite. Seinen Namen verdankt es einer alten Überlieferung, welche in der alten Schulchronik aus dem Jahr 1924 zu finden ist.

„Auf der Höhe soll nach der Erzählung der Anwohner in geraumer Vorzeit den Göttern geopfert worden sein, hier will man dem Raunen nach der Götter gelauscht haben, hier sollen die Alten Ihre Volksversammlungen abgehalten haben.“

Nachdem das Gelände früher durch seine Besitzer hauptsächlich forstwirtschaftlich genutzt und zum großen Teil ausgerodet wurde, kam es um die Jahrhundertwende an den Leipziger Architekten Zimmermann, welcher es im November 1903 zu einem Park umgestalten ließ. So wurden breite verschlungene Parkwege angelegt und vormals kahl geschlagene Stellen wieder neu bepflanzt. Das sogenannte  Sümpfchen war das Paradestück der Besitzung, welches bis zum Ende des Ersten Weltkriegs erhalten blieb. Durch Fällarbeiten im Winter 1923 verlor es aber offenbar erheblich an Schönheit. Denn die Prestewitzer Schulchronik erzählt:

„Der so schön gezierte Götterfreund hat es sich gefallen lassen müssen, dass man ihm die schönsten Stücke Schmuckes nahm und er nun ein fast gewöhnliches Aussehen bekommen hat.“

### Jährliche Feste und Veranstaltungen
Etwa 10-mal im Jahr findet der überregional bekannte „Prestewitzer Bauernmarkt“ statt. Hier bieten mehr als 30 Direktvermarkter aus der Region ihre frischen Produkte an. Daneben gibt es wechselnde Ausstellungen von Landtechnik, lebenden Tieren, Erntekronen, Floristik, Auftritte von Tanzgruppen, sowie Bastel- und Spielecken für Kinder.

## Persönlichkeiten
- Monika Cassens (* 28. Februar 1953 in Prestewitz als Monika Thiere), Badmintonspielerin
- Nora Günther (* 1967 in Hoyerswerda), Schriftstellerin. Sie sorgte 2007 für regionale Schlagzeilen, als sie ihren historischen Roman „Sturm der Verdammnis“ veröffentlichte, dessen Handlung in Mühlberg im Elbe-Elster-Gebiet spielt und teilweise auf historischen Tatsachen im Dreißigjährigen Krieg beruht.[19][20]
- Klaus Lehmann (* 30. Dezember 1939 in Prestewitz), Fußballspieler